# Giacomo Medici Del Vascello
Giacomo Medici, III marchese del Vascello (Salerno, 1º aprile 1883 – Venaria Reale, 15 agosto 1949), è stato un nobile, politico, ingegnere e industriale italiano.
Non è da confondersi con l'omonimo Giacomo Medici del Vascello, generale e patriota ottocentesco, che era suo parente.

## Biografia

### Giovinezza ed educaizone
Giacomo Medici del Vascello nacque il 1º aprile 1883, discendente dal ramo cadetto della famiglia Medici del Vascello, nobilitata nel 1876 in favore del generale Giacomo Medici.
Compì studi universitari in ambito tecnico e conseguì la laurea in ingegneria. Svolse attività professionale come ingegnere, imprenditore e agricoltore, operando prevalentemente in ambito industriale tra Roma e il Piemonte. Gestì alcune proprietà familiari nel territorio astigiano e promosse iniziative in campo infrastrutturale.

### Matrimonio
Sposò Olga Leumann, figlia dell'imprenditore elvetico Napoleone Leumann, noto per la creazione del Villaggio Leumann presso Collegno, in provincia di Torino. Dal matrimonio nacquero due figli: Luigi Francesco Medici del Vascello (1911-1980), che ne ereditò il titolo marchionale, ed Elvina Medici del Vascello (1914-2004), divenuta per matrimonio principessa Pallavicini.

### Carriera politica
Alle elezioni politiche del 1929 fu eletto deputato nella XXVIII legislatura del Regno d'Italia, tra i rappresentanti del Partito Nazionale Fascista per la provincia di Roma. Fu riconfermato nella legislatura successiva nel 1934.
Nel 1935 fu nominato sottosegretario alla Presidenza del Consiglio nel Governo Mussolini, incarico che mantenne fino al 1939. Ricoprì inoltre il grado di console generale della Milizia Volontaria per la Sicurezza Nazionale.
Con l'istituzione della Camera dei Fasci e delle Corporazioni nel 1939, venne nominato consigliere nazionale, carica che mantenne fino alla caduta del regime fascista nel 1943.

### Morte
Morì nel 1949.